# Light Up My Life
„Light Up My Life” – cyfrowy singel japońskiej piosenkarki Mai Kuraki, wydany 16 marca 2018 roku. Utwór posłużył jako piosenka przewodnia do gry RPG Valkyria Chronicles 4.

## Lista utworów
| Nr | Tytuł utworu       | Tekst      | Kompozycja | Aranżacja      | Długość |
| -- | ------------------ | ---------- | ---------- | -------------- | ------- |
| 1. | „Light Up My Life” | Mai Kuraki | shilo      | Shūho Mizutani | 4:23    |

## Notowania
| Lista                          | Pozycja |
| ------------------------------ | ------- |
| Billboard Japan Download Songs | 59      |
| mora Weekly Singles            | 11      |
| music.jp Weekly Singles        | 37      |
| RecoChoku Weekly Singles       | 29      |
| Dwango Weekly Singles          | 97      |